# ۸۰ میلیون
۸۰ میلیون (لهستانی: 80 milionów) فیلمی درام است که در سال ۲۰۱۱ منتشر شد. 

## داستان
«۸۰ میلیون» ساخته والدمار کژیستک محصول سال ۲۰۱۱ است. در این داستان پرماجرا اتحادیه همبستگی که اتحادیه سراسری و دربرگیرنده همه اتحادیه‌های صنفی و کارگری لهستان است، تلاش می‌کند طی یک دزدی نمایشی ۸۰ میلیون از حساب بانکی اتحادیه بیرون بکشد. این اتفاقات پیش از آن رخ می‌دهد که آن‌ها توسط مقامات کمونیستی سرکوب شوند.

## گزیدهٔ بازیگران
- فیلیپ بوبک
- مارچین بوساک
- سونیا بوخوشیه‌ویچ
- الگا فریچ
- یان فریچ
- کشیشتف استروئینسکی
- آگنیشکا گروخوفسکا
- آدام فرنتسی
- پاوئو دوماگاوا
- کشیشتف گلوبیش
- ماگدالنا کومورک
- آنا ایلچوک
- سیلویا بورونی
- میروسواف باکا
- کشیشتف چچوت
- پیوتر گوئوواتسکی
- بارتوئومیئی فیرلت
- میروسواف هانیشفسکی
- سزاری مورافسکی
- لخ دیبلیک
- ویتولد ویلینسکی
- پشمیسواف بلوشچ
- وویچیخ سولاش
- آندژی دِسکور
- کشیشتف دراچ
- امیلیا کومارنیتسکا-کلینسترا
- لیدیا سادووا
- ماریوش بنوآ
- آندژی گائوا